# Gerhard Nielsen (professor)
 Der er flere personer med dette navn, se Gerhard Nielsen.
Gerhard Sigurd Nielsen (født 30. oktober 1926 i Hillerød, død 17. februar 1992) var en dansk professor, dr.phil. og chef for DRs provinsafdeling i Århus fra 1973 til 1986. Han er far til Rasmus Nielsen og Jakob Nielsen (gift med Helle Høpfner Nielsen).
Gerhard Nielsen opbyggede Provinsafdelingen (senere TV-Provinsafdelingen) til at blive DR’s største omfattende regionalradioerne samt den kraftigt voksende TV-produktion med sæde i det store radio- TV-hus i Aarhus. Indviet i 1978.
Provinsafdelingen producerede 10% af DR’s samlede udbud indenfor alle genrer. Store seertal nåedes med værter og tilrettelæggere som Poul Thomsen, Søren Ryge Petersen, Jytte Dreyer, Frode Munksgaard, Niels Hovgaard og Pia og Peter Borgwardt.
I Gerhard Nielsens chefperiode producerede Provinsafdelingen DR’s to store julekalendersucceser, Jul i Gammelby, 1979 og Jul på Slottet, 1986.
Gerhard Nielsen forlod DR med udgangen af 1986. Få år senere nedlagdes TV-Provinsafdelingen.